# Класификация на корабите на ВМС на САЩ
От 1921 година в Съединените щати, за обозначаването на корабите, се използва класификацията според бордовия номер (понякога наричан и код на борда) – на английски: Hull number. ВМС на Великобритания, както и флотите на някои европейски страни и страните от Общността на нациите (всичко 19 флота) използват названието  номер на вимпела (на английски: Pennant number). За разлика от тактическите номера, използвани във ВМФ на Русия (по-рано на СССР), бордовият номер се запазва за кораба за цялото време на неговата служба.
Корабите, които са преминали дълбока модернизация или са преведени в друг клас, могат да получат нов клас, а също така може да им бъде присвоен нов идентификационен номер, както и да бъде оставен стария. При предаването на кораба на друга държава тактическият номер обикновено се променя.
Обозначението на всеки кораб представлява буквена абревиатура за неговия клас, заедно с идентификационен номер. Всички абревиатури в класификацията на САЩ се състоят от минимум две букви. Същата класификация е приета в семейството на морските справочници „Джейн“ (на английски: Jane's Information Group), където тя се използва спрямо корабите на всички страни, за удобство при тяхното сравнение. За останалите флоти са характерни еднобуквените кодове. Те имат съответното разшифроване (например, BB = Big Battleship за линкорите, CG – Ракетен крайцер, FFG – ракетна фрегата).
Ако абревиатурата на класа на кораба започва с буквата „W“, то той се отнася към Бреговата охрана. Ако се предшества от „T-“, то съда принадлежи на Командването за морски превози на ВМС и неговият екипаж основно се състои от цивилни моряци.
Абревиатурата USS означава United States ship (Военен кораб на Съединените Щати), а префиксът USNS носи смисълът United States naval ship (спомагателен кораб на ВМС на САЩ).

## Основни класове бойни кораби
Бойните кораби от основните класове са предназначени непосредствено за воденето на бойни действия.

### Авионосни кораби
Авионосните кораби са кораби основно предназначени за воденето на бойни действия с помощта на самолети (вертолети) срещу морски, въздушни и наземни цели. Независимо от разпространеното мнение обозначението „CV“, в класификацията според бордовия номер, не се разшифрова като „Carrier Vessel“. Обозначението „CV“ произлиза от думата Cruiser (крайцер), тъй като по-рано самолетоносачите са разглеждани като тежки крайцери, имащи същите задачи за господство по море и възпрепятстване на действията на противника на океанския ТВД (театър на военните действия). Литерата „V“ произлиза от френския глагол „voler“ (летя). Освен големите самолетоносачи от класовете „CV“ и „CVN“ (nuclear – ядрен) съществува линия от кораби с обозначението „CVE“ (ескортен самолетоносач) – от CVE-1 Long Island до CVE-128 Okinawa.
- AV: Авиотранспорт. Плаваща база за хидросамолети (не се използва от 1955 г.)
- AVG: Спомагателен ескортен самолетоносач (ескортен самолетоносач) (1941 – 1942 г.)
- AVD: Авиотранспорт-разрушител. Плаваща база за хидросамолети в корпуса на разрушител (не се използва от 1955 г.)
- AVP: Малък авиатранспорт (не се използва от 1955 г.)
- ACV: Спомагателен ескортен самолетоносач (ескортен самолетоносач) (1942)
- CV: Тежък самолетоносач (1921 – 1975 г.), от 1975 г. – многоцелеви самолетоносач
- CVA: Ударен самолетоносач (тази категория е обединена със „CV“)
- CVAN: Ударен самолетоносач с ядрена енергетична установка (ЯЕУ) (тази категория е обединена с „CVN“)
- CVB: Голям самолетоносач (през 1952 г. тази категория е обединена с „CVA“)
- CVE: Ескортен самолетоносач (не се използва от 1955 г.)
- CVL: Лек самолетоносач (не се използва от 1955 г.)
- CVN: Атомен многоцелеви самолетоносач (с ЯЕУ)
- CVS: Противолодъчен самолетоносач (не се използва от 1975 г.)
- CVT: Учебен самолетоносач (не се използва поради прехода към „AVT“ (Auxiliary))
- CVU: Транспортен самолетоносач (не се използва от 1955 г.)

#### Вертолетоносачи
- CVHA: Десантен вертолетоносач (бивш самолетоносач) (не се използва във връзка с преминаването, през 1975 г., към десантните вертолетоносачи от серията „LH“)
- CVHE: Ескортен вертолетоносач (бивш ескортен самолетоносач) (не се използва от от 1975 г.)

- LPH: Десантен вертолетоносач (от 1959 г.)
- LHA: Атакуващ вертолетоносач (от 1975 г.)
- LHD: Десантен вертолетоносач (от 1989 г.)

### Други надводни бойни кораби
Надводните кораби в основната си част са предназначени за воденето на бойни действия в открито море. Основните бойни кораби са линкорите, крайцерите и разрушителите. Линейните кораби имат тежко въоръжение и брониране; крайцерите – по-слаби; а разрушителите и по-малките кораби – още по-слаби. Ако корабът е построен в САЩ буквеният код се състои от 2, 3 или 4 символа. Една буква се използва за чуждестранните класове.
Нататък в текста се използват следните абревиатури:
- УРО – управляемо ракетно оръжие,
- ЯЕУ – ядрена енергетична установка.

- B: Линеен кораб, броненосец.
- BB: Линеен кораб (ЛК).
- BM: Монитор. От 1920 г. се използва. Виж M

- C: Крайцер (КР).
- ACR: Крайцер от Armoured Cruiser – брониран крайцер, по-късно класът е променен на „CA“.
- CA: Тежък крайцер.
- СВ: Линеен крайцер, или „голям“ (тежък) крайцер от типа „Аляска“. Терминът „голям“ крайцер е въведен, за да се отличи типът „Аляска“ от „Вашингтонските“ тежки крайцери, главният калибър на които е ограничен до 203,2 мм.[1] От 1955 г. не се използва.
- CBC: Тежък команден крайцер. Не се използва, никога не е присвояван.
- CC: Команден крайцер. От 1975 г. не се използва.
- CG: Ракетен крайцер. (след 1975).
- CGN: Ракетен крайцер с ЯЕУ, (след 1975).
- CL: Лек крайцер. От 1962 г. не се използва.
- CLA: Крайцер ПВО. От 1962 г. не се използва.
- CLG: Лек крайцер с УРО. От 1962 г. не се използва.
- CLGN: Лек крайцер с УРО и ЯЕУ. От 1962 не се използва.
- CLK: Противолодъчен крайцер. Премахнат през 1951 г.
- CS: Разузнавателен крайцер. От 1975 года не се използва.

- D: Разрушител.
- DD: Разрушител.
- DDE: Ескортен разрушител. Премахнат през 1962 г.
- DDG: Разрушител с УРО.
- DDK: Разрушител за противолодъчна отбрана. Тази категория е обединена с DDE на 4 март 1950 г.
- DDR: Разрушител за радиолокационен дозор. От 1975 г. не се използва.

| - DE: Ескортен разрушител (по време на Втората световна война, по-късно е преименуван на Стражеви кораб на океанската зона) - DE: Стражеви кораб на океанската зона (премахнат на 30 юни 1975 г.) - DEG: Стражеви кораб на океанската зона с УРО (премахнат на 30 юни 1975 г.) - DER: Ескортен разрушител за радиолокационен дозор (премахнат на 30 юни 1975 г.)                | Съществуват две категории кораби, обозначавани като DE: ескортните разрушители от времето на Втората световна война (някои от които са преправени на DER) и на следвоенната категория DE/DEG, които са известни като стражеви кораби на океанската зона (независимо, че имат същото обозначение, като на ескортните разрушители от времето на Втората световна война). Всички DE, DEG и DER са прекласифицирани като FF, FFG или FFR на 30 юни 1975 г..    |
| - DL: Лидер на разрушители, по-късно фрегата. От 1955 г. не се използва. - DLG: Фрегата с УРО. Премахнат през 1975 г. - DLGN: Фрегата с УРО и ЯЕУ. Премахнат на 30 юни 1975 г. - DM: Бързоходен минен заградител (преоборудван от разрушител). От 1955 г. не се използва. - DMS: Бързоходен минен тралчик (миночистач) (преоборудван от разрушител). От 1955 г. не се използва. | Категорията DL е постановена през 1951 г. заедно с премахването на класа CLK. CLK 1 става DL 1 и DD 927—930 става DL 2-5. Към средата на 1950-те години терминът „лидер на разрушители“ престава да се употребява, а вместо него започва употребата на понятието „фрегата“. Болшинството DLG и DLGN са прекласифицирани като CG и CGN, на 30 юни 1975 г. Обаче DLG 6-15 става DDG 37-46. Старите DL, към това време, вече са извадени от състава на флота. |

| - FF: Фрегата. - FFG: Фрегата с УРО. - FFL: Лека фрегата. - FFR: Фрегата за радиолокационен дозор. От 1955 г. не се използва. - FFT: Фрегата (за подготовка на резервисти). От 1955 г. не се използва. | Обозначенията FF, FFG и FFR са постановени на 30 юни 1975 г. като замяна на бившите DE, DEG и DER. Първият новопостроен кораб, обозначен с FF/FFG е „Oliver Hazard Perry“. |

- K: Стражеви кораб, корвета. От 1955 г. не се използва.

- LCS: Боен кораб на крайбрежната зона (Littoral combat ship), канонерска лодка. От 2003 г.

- M: Монитор. 1880-те-1920 г.

### Подводни лодки
Подводни лодки (подводници) се наричат самоходните апарати предназначени за предвижване под водата, независимо от това, дали се явяват бойни, спомагателни или изследователскими кораби със слаби бойни възможности. Макар някои класове подводни лодки, включая всички субмарини с ДЕУ, вече да не се използват от ВМС на САЩ, другите флоти продължават да използват класовете SS, SSA, SSAN, SSB, SSC, SSG, SSM и SST. C появата на новите силови установки, независими от атмосферния въздух, възникват обозначенията SSI и SSP, за да се прецизират различията между отделните серии подводни лодки, но абревиатурата SSP е за предпочитане. Класът SSK, който не се използва във ВМС на САЩ, се използва вместо (като взаимозаменяем) американските SS за дизелните ударни и патрулни лодки. По-широко е неговото използване във ВМС на Великобритания и от британските фирми, такива като Jane’s Information Group.
- SC: Крайцерска подводна лодка (понастоящем не се използва)
- SF: Ескадрена подводна лодка (понастоящем не се използва)
- SM: Подводен минен заградител (понастоящем не се използва)
- SS: Ударна многоцелева подводна лодка (с ДЕУ)
- SSA: Спомагателна/товарна подводна лодка (с ДЕУ)
- SSAN: Спомагателна/товарна подводна лодка (с ЯЕУ)
- SSB: Подводна лодка с балистични ракети на борда (с дизелова енергетична установка (ДЕУ))
- SSBN: Атомна подводна лодка с балистични ракети на борда
- SSC: Подводна лодка за крайбрежно плаване (с ДЕУ), с водоизместимост над 150 тона
- SSG: Подводна лодка с крилати ракети (с ДЕУ)
- SSGN: Подводна лодка с крилати ракети (с ЯЕУ)
- SSI: Ударна многоцелева подводна лодка с въздухонезависима ЕУ (дизелна) (Diesel Air-Independent Propulsion)
- SSK: Патрулна подводна лодка, способна да унищожава други ПЛ (от 1970-те в САЩ не се използва, тъй като всички съвременни ПЛ имат такава възможност)
- SSM: Свръхмалка подводна лодка (до 150 тона)
- SSN: Многоцелева атомна подводна лодка (с ЯЕУ)
- SSO: Подводен танкер (понастоящем не се използва)
- SSP: Многоцелева подводна лодка с въздухонезависима ЕУ (неядрена). В друг вариант, подводен транспорт
- SSQ: Спомагателна подводница за свръзка (понастоящем не се използва)
- SSQN: Спомагателна подводница за свръзка (с ЯЕУ) (понастоящем не се използва)
- SSR: Подводна лодка за радиолокационен дозор (понастоящем не се използва)
- SSRN: Подводна лодка за радиолокационен дозор (с ЯЕУ) (понастоящем не се използва)
- SST: Учебна подводна лодка (с ДЕУ)

| - AGSS: Спомагателна подводна лодка - AOSS: Подводен танкер (понастоящем не се използва) - ASSP: Транспортна подводна лодка (понастоящем не се използва) - APSS: Транспортна подводна лодка (понастоящем не се използва) - LPSS: Десантно-транспортна подводна лодка (понастоящем не се използва) - SSLP: Транспортна подводна лодка (понастоящем не се използва) | Обозначенията SSP, ASSP, APSS и LPSS последователно са присвиявани на един и същи тип. |

- IXSS: Некласифицирана спомагателна подводна лодка
- MTS: Учебен кораб-блокшив (Атомен учебен център на флота – бивша SSBN)

### Патрулни кораби
Патрулни се считат корабите, предназначението на които може да излиза отвъд рамките на крайбрежните действия, такива, които имат достаточна мореходност и автономност за самостоятелни действия в открито море не повече от 48 часа. Най-известните сред тях са речните/крайбрежните сили от времето на Виетнамската война. Много малко от тях остават в строй.
- PBR: Речен стражеви катер (Pibber или PBR – Виетнам)
- PC: Стражеви кораб за крайбрежно действие, първоначално – морски ловец на подводници
- PCF: Бързоходен стражеви катер (Виетнам)
- PE: Морски ловец Първа световна война
- PF: Стражеви кораб Втора световна война, на основата на британския тип River.
  - PFG: Първоначално обозначение на USS „Оливър Хазърд Пери“ (FFG-7)
- PG: Канонерска лодка, впоследствие патрулен катер („Patrol combatant“)
- PGH: Стражеви артилерийски катер на подводни крила (Patrol Combatant, Hydrofoil)
- PHM: Стражеви ракетен катер на подводни крила (Patrol, Hydrofoil Missile)
- PR: Речна канонерска лодка (Patrol, River), например en:USS Panay (PR-5)
- PT: Торпеден катер (от Втората световна война)
- PTG: Малък ракетен катер
- Monitor: Тежковъоръжен речен катер, (Виетнам)
- ASPB: Патрулен катер за огнева поддръжка на десанта, „Alpha Boat“; също така се използва във Виетнам като речен минен тралчик
- PACV: Стражеви катер на въздушна възглавница (Patrol, Air Cushion Craft, Brown Water Navy (Виетнам))
- PB: Стражеви катер

### Десантни кораби
Вид бойни кораби-амфибии който включва в себе си всички кораби, специално построени за воденето на бойни действия от морето против сушата, които са способни да действат в открито море. Съществуват два класа кораби: десантни кораби, способни да пресичат океани и десантни катери, предназначени за доставката на войските от големите кораби на крайбрежието, в момента на десанта.

#### Десантни кораби
- AKA: Десантен товарен транспорт (ДГТР) (не се използва)
- APA: Войскови десантен транспорт (не се използва)
- APD: Бързоходен транспорт преустроен от разрушител (не се използва)
- LCC: Щабен кораб на десантните сили
- LHA: Универсален десантен кораб (Attack/Assault)
- LHD: Универсален десантен кораб (подобен на LHA, но с акцент върху броя на десантните катери)
- LKA: Десантен товарен транспорт (не се използва)
- LPA: Десантно-вертолетен кораб-док (Landing Platform, Amphibious – Площадка за кацане, амфибия)
- LPD: Десантен транспорт-док (aka Landing Platform, Dock)
- LPH: Десантен вертолетоносач (АВВ) (от 1992 г. не се използва)
- LSD: Десантно-вертолетен кораб-док
- LSH: Тежък десантен кораб (не се използва)
- LSIL: Голям пехотен десантен кораб (бивш LCIL)
- LSL: Десантен снабдителен кораб Landing Ship, Logistics
- LSM: Среден десантен кораб (период на Втората световна война)
- LSM(R): Среден десантен кораб с ракетно въоръжение (период Второй мировой войны)
- LSSL: Кораб за огнева поддръжка на десанта (бивш LCSL от периода на Втората световна война)
- LST: Танкодесантен кораб (ТДК)
- LSV: Десантен кораб за колесна техника (обичайно ролкер, RO-RO)

#### Десантни катери
- LCA: Щурмови десантен катер (Landing Craft, Assault)
- LCAC: Десантен катер на въздушна възглавница (Landing Craft, Air-Cushioned (LCAC))
- LCFF: Флагмански десантен катер (Flotilla Flagship) (период на Втората световна война)
- LCH: Тежък десантен катер (Landing Craft, Heavy) (период на Втората световна война)
- LCI(G)(L)(M)(R): Десантен катер на пехотата Landing Craft, Infantry, и следните модификации (Канонерка: Gunboat) (Голям: Large) (Минометен: Mortar) (Реактивни снаряди: Rocket) (период на Втората световна война)
- LCL: Десантен снабдителен катер (Landing Craft, Logistics, в США не используется)
- LCM: Десантен катер за бойна техника Landing Craft, Mechanized (период на Втората световна война)
- LCP: Десантен катер за личен състав (Landing Craft, Personnel)
- LCPA: Десантен катер на въздушна възглавница (не се използва)
- LCS(L): Десантен катер за поддръжка Landing Craft, Support (Large) (период на Втората световна война)
- LCT: Танкодесантен катер (период на Втората световна война)
- LCU: Многоцелеви десантен катер Landing Craft, Utility
- LCVP: Десантен катер за личен състав и техника Landing Craft, Vehicle and Personnel

### Кораби на материално-техническото осигуряване (тила)
Тези кораби са предназначени за попълване на запасите на ход в морето.
- AC: Въглевоз (не се използва)
- AE: Плаващ склад за боеприпаси
- AFS: Снабдителен транспорт
- AO: Ескадрен зареждащ танкер
- AOE: Бързоходен универсален снабдителен транспорт
- AOR: Универсален зареждащ танкер
- AW: Плаваща опреснителна станция
- AKE: Универсален снабдителен транспорт с боеприпаси (от 2002 г.)

### Минни заградители и тралчици
Основното им предназначение са минната и противоминната война по море.
- AM: Минен тралчик (спомагателен)
- AMb: Рейдов тралчик
- AMc: Базов тралчик
- AMCU: Подводен минотърсач
- MSO: Тралчик на океанската зона
- MSC: Тралчик на крайбрежната зона
- MCM: Противоминен кораб
- MCS: Кораб за противоминно осигуряване
- MH(C)(I)(O)(S): Тралчик-минотърсач, (Coastal) (Inshore) (Ocean) (Hunter and Sweeper, General)
- CM: Минен заградител
- CMc: Базов минен заградител (не се използва)
- MLC: Базов минен заградител (не се използва)
- DM: Бързоходен минен заградител (преоборудван от разрушител, не се използва)
- DMS: Бързоходен тралчик (преоборудван от разрушител, не се използва)

### Кораби за брегова отбрана
Основната задача на корабите за брегова отбрана се явява патрулирането на крайбрежната зона и възпрепястването ѝ за противника.
- FS: Корвета (не се използва)
- PB: Патрулен катер (Виетнам)
- PBR: Речен патрулен катер (Виетнам)
- PC: Крайбрежен стражеви катер (от 2002 г. към бреговата охрана)
- PCE: Ескортен патрулен катер (не се използва)
- PF: Фрегата, изпълняваща сходни функции с корветата във Великобритания по времето на Втората световна война
- SP: Кораб за брегови дозор (не се използва)
- PCF: Бързоходен патрулен катер (не се използва)

### Кораби на подвижния тил
Корабите на подвижния тил са способни да осигуряват с материално-технически средства корабите, които действат на значително разстояние от своите военноморски бази.
- AD: Тендер (плаваща база) за разрушители (не се използва)
- AGP: Тендер (плаваща база) патрулни катери (не се използва)
- AR: Плаваща работилница
- AS: Плаваща база за подводници
- AVP: Авиотранспорт – плаваща база за хидросамолети (от 1955 г. не се използва)

### Спомагателни съдове
Спомагателните кораби имат множество роли за поддръжката на бойните кораби и действия в морето като цяло.
- AN: Мрежов заградител
- ARL Плаваща работилница на леките сили – катери или десантни средства (периода на Втората световна война)
- ATF: Океански буксир
- AGHS Съд за осигуряване на патрулните сили – океански или крайбрежни

### Дирижабли
Използват се в периода на Втората световна война.
- ZMC: дирижабъл, с метализирана обвивка
- ZNN-G: Дирижабъл тип G
- ZNN-J: Дирижабъл тип J
- ZNN-L: Дирижабъл тип L
- ZNP-K: Дирижабъл тип K
- ZNP-M: Дирижабъл тип M
- ZNP-N: Дирижабъл тип N
- ZPG-3W: Дозорен дирижабъл
- ZR: Дирижабъл с твърда конструкция
- ZRS: Дирижабъл-разузнавач с твърда конструкция

## Кораби за материално-техническо и медицинско осигуряване
Корабите за материално-техническо и медицинско осигуряване не са предназначени за водене на бой и основно не са въоръжени.

### Кораби за материално-техническо и медицинско осигуряване
Корабите и съдовете за материално-техническо и медицинско осигуряване са предназначени за действия в открито море, за широк диапазон ветрове и вълнение, осигурявайки общата поддръжка на бойните съединения или бреговите съоръжения. Включват и малките спомагателни съдове, които заради предназначението си трябва да напускат крайбрежните води.
- ACS: Спомагателен плаващ кран
- AG: Спомагателен съд
- AGDE: Експериментален стражеви кораб
- AGDS: Съд за дълбоководни работи
- AGER: Изследователски (опитен) кораб за влиянията върху околната среда
- AGF: Спомагателен кораб за управление
- AGFF: Експериментална фрегата
- AGM: Плаваща телеметрична станция
- AGOR: Океанографски научноизследователски съд
- AGOS: Съд за разузнаване на океанската акватория
- AGS: Хидрографски кораб
- AGSS: Спомагателна опитна подводна лодка
- AGTR: Кораб за електронно разузнаване (официалният превод на названието е технически изследователски съд)
- AH: Болничен кораб
- AK: Товарен транспорт
- AKR: Транспорт за самоходна техника
- AKS: Сухогрузен транспорт
- AOG: Танкер-бензиновоз
- AOT: Нефтоналивен танкер
- AP: Войскови транспорт
- ARC: Кабелоремонтен съд
- APL: Плаваща казарма
- ARL: Плаваща работилница за леките сили
- ARS: Спасителен кораб
- AS: Плаваща база за подводници
- ASR: Спасителен кораб за подводници
- AT: Морски буксир
- ATA: Спомагателен морски буксир
- ATF: Ескадрен морски буксир
- ATS: Универсален спасителен съд
- AVB: Кораб за материално-техническо осигуряване на авиацията
- AVT: Учебен кораб за тренировка на авиацията на ВМС (учебен самолетоносач)

### Служебни съдове
Служебните съдове (включително и несамоходните) се явяват част от ВМС. Те са предназначени за обслужването както на бойните сили на флота, така и на военноморските бази. Литерата „N“ се отнася към несамоходните варианти. Литерата „Y“ се присвоява на спомагателните плавателни средства на корабостроителниците (на английски: Yard craft).
- AB: Плаващ кран
- AFDB: Голям плаващ док
- AFDL: Малък плаващ док
- AFDM: Среден плаващ док
- APB: Самоходна плаваща казарма
- APL: Плаваща казарма
- ARD: Ремонтен плаващ док
- ARDM: Среден ремонтен сух док
- ATA: Спомагателен морски буксир
- DSRV: Дълбоководен спасителен апарат
- DSV: Дълбоководен апарат
- NR: Научноизследователска подводна лодка
- YC: Безпалубен лихтер
- YCF: Железопътен ферибот
- YCV: Лихтер за превоз на самолети
- YD: Плаващ кран
- YDT: Водолазен бот
- YF: Палубен лихтер
- YFB: Ферибот или катер
- YFD: Корабостроителен плаващ док
- YFN: Палубен лихтер (несамоходен)
- YFNB: Голям палубен лихтер (несамоходен)
- YFND: Спомагателно плавателно средство на сух док (несамоходен)
- YFNX: Лихтер (специален) (несамоходен)
- YFP: Плаваща електростанция
- YFR: Покрит лихтер-рефрижератор
- YFRN: Покрит лихтер-рефрижератор (несамоходен)
- YFRT: Полигонен тендер
- YFU: Портова (пристанищна) работна баржа
- YG: Лихтер за отпадъци
- YGN: Лихтер за отпадъци (несамоходен)
- YLC: Подемен съд
- YM: Земснаряд
- YMN: Земснаряд (несамоходен)
- YNG: Бонов съд (брандвахта)
- YNT: Мрежов тендер
- YO: Нефтоналивна баржа
- YOG: Бензиноналивна баржа
- YOGN: Бензиноналивна баржа (несамоходен)
- YON: Нефтоналивна баржа (несамоходен)
- YOS: Баржа-хранилище за нефтопродукти
- YP: Учебен патрулен катер
- YPD: Плаваща сонда
- YR: Плаваща работилница
- YRB: Плаваща работилница и дебаркадер
- YRBM: Баржа за ремонт, разполагане на личен състав и хранене
- YRDH: Плаващ док-работилница (корпусен)
- YRDM: Плаващ док-работилница (механичен)
- YRR: Кораборемонтна баржа за ремонт на съдове с ЯЕУ
- YRST: Тендер за спасително-подемни съдове
- YSD: Кран за утилизация на самолети
- YSR: Грунтопренасяща баржа
- YT: Портов (пристанищен) буксир (този клас е впоследствие разделен на класовете YTB, YTL и YTM)
- YTB: Голям портов буксир
- YTL: Малък портов буксир
- YTM: Среден портов буксир
- YTT: Опитен съд за изпитания на торпеда
- YW: Водоналивна баржа
- YWN: Водоналивна баржа (несамоходен)
- IX: Некласифицирани съдове
- X: Подводен апарат
- none (некласифицируем, безклас, нулев): за да се подчертае неговия уникален исторически статус, USS „Constitution“ (бивш IX 21) е прекласифициран в клас „none“ на 1 септември 1975 г.

### Кораби на Бреговата охрана
До 1965 г. корабите на Бреговата охрана на Съединените щати използват същите обозначения, които имат и ВМС на САЩ.
- CG: Всички кораби на Бреговата охрана до 1920-те години. (не се използва)
- WAVP: Мореходен тендер за хидросамолети (от 1955 г. не се използва)
- WDE: Ескортен разрушител на Бреговата охрана (от 1962 г. не се използва)
- WHEC: Стражеви кораб с голяма автономност
- WMEC: Стражеви корабл със средна автономност
- WPC: Стражеви кораб – по-късно прекласифициран в серията WHEC
- WPB: Стражеви катер
- WPG: Мореходна канонерска лодка на Бреговата охрана (от 1955 г. не се използва)